# 德伊芬福爾德城堡

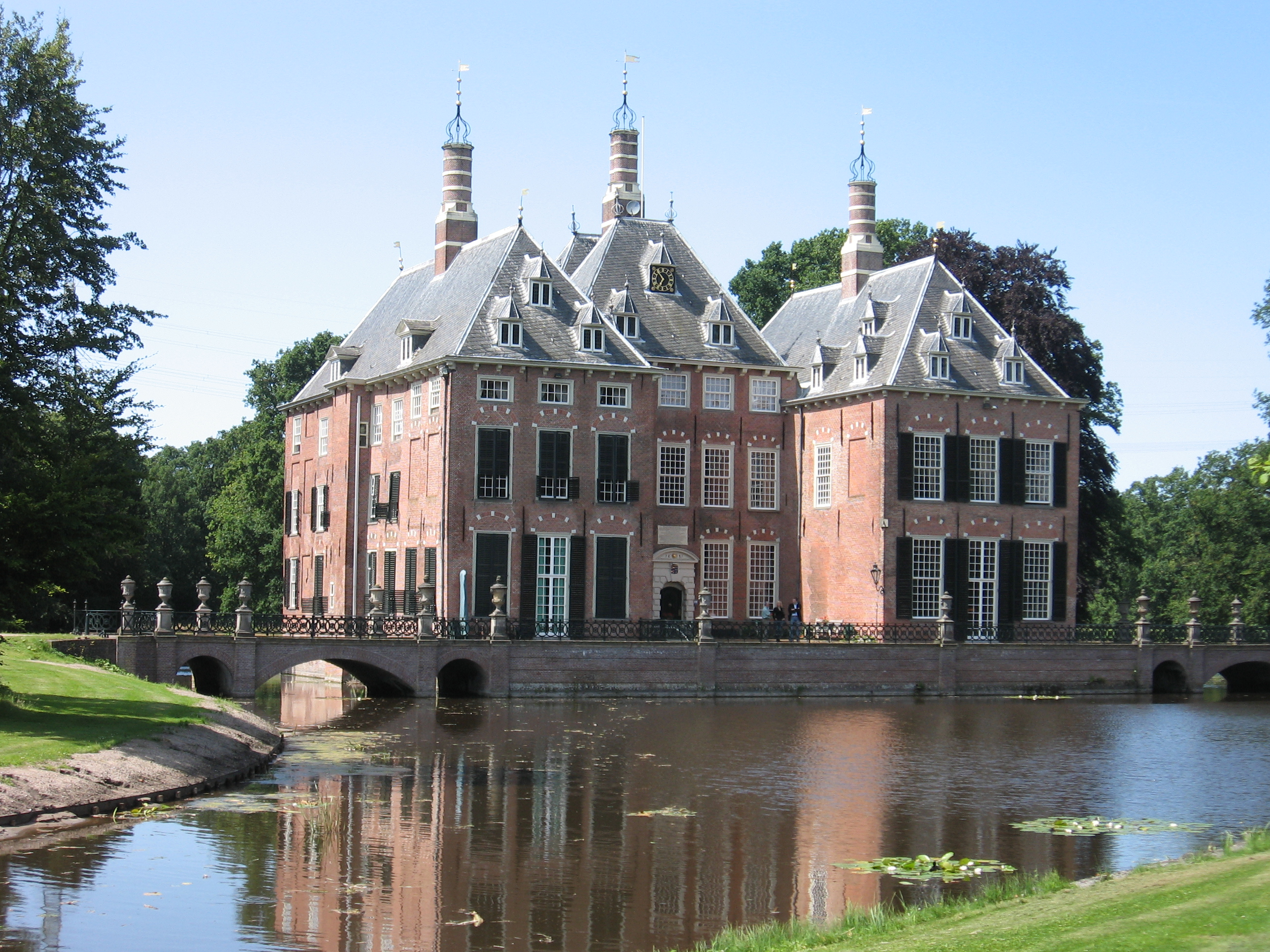
德伊芬福爾德城堡

德伊芬福爾德城堡（荷蘭語：Kasteel Duivenvoorde）是荷蘭南荷蘭省福爾斯霍滕的一座城堡。這座城堡在1226年首次被提及，是南荷蘭歷史最古老的城堡之一。這座城堡是荷蘭極少從未被出售的城堡之一。

## 外部連結
- 官方网站